# Portsmouth (New Hampshire)
Portsmouth is een havenstadje in de Amerikaanse in het oosten van de staat New Hampshire aan de Piscataqua River, die de grens vormt met de staat Maine. De stad telt ongeveer 20.000 inwoners en heeft een Amerikaanse marinebasis, die op een eilandje in de Piscataqua ligt. Maine and New Hampshire zijn het er niet over eens tot welke staat het eilandje behoort.
Portsmouth ligt aan Interstate Highway 95 tussen Boston en Portland (Maine)
In 1905 werd in Portsmouth, onder bemiddeling van president Theodore Roosevelt onderhandeld over een vredesverdrag, dat een einde maakte aan de Russisch-Japanse Oorlog van 1904-1905: het Verdrag van Portsmouth.

## Plaatsen in de nabije omgeving
De onderstaande figuur toont nabijgelegen plaatsen in een straal van 16 km rond Portsmouth.

## Geboren in Portsmouth
- John Langdon (1741-1819), gouverneur van New Hampshire
- Elliott Coues (1842-1899), legerarts, historicus, ornitholoog en schrijver
- Brooke Astor (1902-2007), filantroop en society-koningin
- Chester Gorham Osborne (1915-1987), componist, muziekpedagoog, trompettist en schrijver
- Ilene Woods (1929-2010), zangeres en (stem-)actrice
- Ronnie James Dio (1942-2010), metalzanger